# Vilallonga de Ter
Vilallonga de Ter é um município da Espanha na comarca de Ripollès, província de Girona, comunidade autónoma da Catalunha. Tem 64,2 km² de área e em 2021 tinha 386 habitantes (densidade: 6 hab./km²).

## Demografia
| Variação demográfica do município entre 1991 e 2004[carece de fontes?] | Variação demográfica do município entre 1991 e 2004[carece de fontes?] | Variação demográfica do município entre 1991 e 2004[carece de fontes?] | Variação demográfica do município entre 1991 e 2004[carece de fontes?] |
| ---------------------------------------------------------------------- | ---------------------------------------------------------------------- | ---------------------------------------------------------------------- | ---------------------------------------------------------------------- |
| 1991                                                                   | 1996                                                                   | 2001                                                                   | 2004                                                                   |
| 429                                                                    | 416                                                                    | 420                                                                    | 425                                                                    |